# Gertrude Jekyll

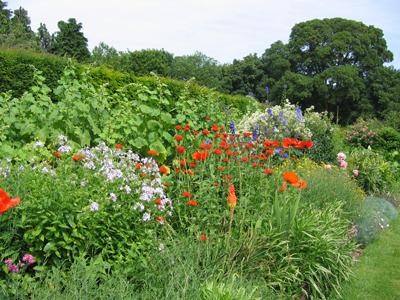
Restaurerad Gertrude Jekyll-trädgård på Manor House i Upton Grey, Hampshire.

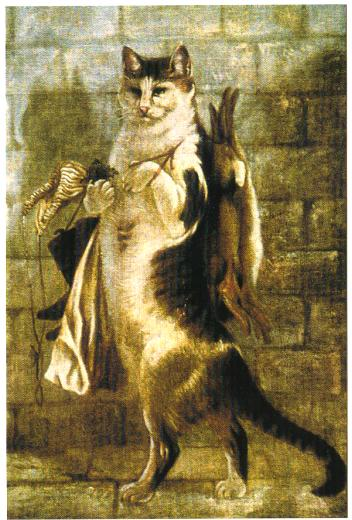
Puss in boots 1869.

Gertrude Jekyll (ˈdʒiːkəl), född 29 november 1843 i London, död 8 december 1932 i Godalming i Surrey, var en brittisk trädgårdsarkitekt, författare och konstnär.
Jekyll är mest känd för sina böcker om trädgårdsarkitektur och de trädgårdar hon anlade i samarbete med arkitekten Edwin Lutyens (1869–1944). Hon formgav hundratals trädgårdar från sitt hem och i korrespondens med klienterna, framför allt i Storbritannien, och skrev mer än 1 000 artiklar i trädgårdstidskrifter som Country Life och The Garden.
Hon föddes i en familj med sju barn och var dotter till armékaptenen Edward Jekyll och Julia Hammersley. När Gertrude var fem år gammal flyttade familjen till landet i Surrey, där hon växte upp. Hon utbildade sig 1861–1863 på South Kensington School of Art i London och senare för konstnären Hercules Brabazon Brabazon (1821–1906). Hon gjorde också studieresor i Europa.
Gertrude Jekyll började med trädgårdsarbete i 40-årsåldern, sedan hon av läkare avråtts att fortsätta med målning och handarbete efter att ha utvecklat en svår närsynthet. Från 1882 började hon skriva artiklar i trädgårdstidskrifter och vara rådgivare till vänner. Hon mötte den unge Edwin Lutyens 1889 och satte honom i kontakt med dennes första uppdragsgivare. Lutyens ritade också hennes hem Munstead Wood i Godalming i Surrey till henne 1896.
Jekyll, som arbetade i Arts and Crafts-traditionen, förespråkade en informell småträdgårdsstil med gammeldags blommor, planterade i mjuka grupper. Hennes första bok, Wood and Garden, publicerades 1899.
Hon samarbetade med Lutyens, framför allt under de två decennierna runt sekelskiftet 1900 i ett hundratal projekt och gjorde dessutom cirka 200 andra trädgårdsutformningar. Flera av dessa är idag restaurerade.
I boken Old West Surrey från 1904 dokumenterade hon 1800-talsliv på landsbygden med mer än 300 egna fotografier.
I Sverige inspirerade hon bland andra Ulla Molin.[källa behövs]